# Municipio di Neukölln
Il municipio di Neukölln (in tedesco Rathaus Neukölln) è l'edificio che ospita l'amministrazione del distretto berlinese di Neukölln.

## Storia
L'edificio venne eretto dal 1905 al 1909 come municipio dell'allora città di Rixdorf (ridenominata nel 1912 Berlin-Neukölln). Esso venne progettato da Reinhold Kiehl, capo dell'ufficio tecnico cittadino (Stadtbaurat). Negli anni immediatamente successivi (1910-12) vennero costruite le ali retrostanti, che ospitano gli uffici amministrativi.
Dal 1920, anno dell'annessione di Neukölln alla "Grande Berlino", l'edificio ospita la sede del distretto di Neukölln.
Dopo i danni della seconda guerra mondiale l'edificio venne ampliato: nel 1950 fu eretta una nuova ala su progetto di Hans Eichler, che prospetta sul lato est della piazza; nel 1952 seguì l'ala posta in fregio a Donaustraße, progettata da Hans Freese.
L'edificio è posto sotto tutela monumentale (Denkmalschutz).

## Caratteristiche
Il complesso, che occupa un intero isolato, è articolato in varie parti funzionalmente distinte, e rappresentò pertanto un elemento di novità nell'architettura municipale dell'epoca, solitamente improntata a criteri di rigidità formale.
Lungo Karl-Marx-Straße, all'angolo con Schönstedtstraße, sorge il palazzo municipale propriamente detto, che contiene gli spazi istituzionali di rappresentanza e quelli per il pubblico; la costruzione, rivestita esternamente in pietra, è dominata da un'alta torre. Lo spazio retrostante, verso Donaustraße, è occupato dalle ali adibite a uffici, articolate intorno a due cortili interni.
All'angolo con Erkstraße, sul luogo dove sorgeva la vecchia casa comunale del 1879 distrutta durante la seconda guerra mondiale, si apre una piazza pedonale, chiusa sul lato est dall'ala costruita nel 1950; essa si caratterizza per un disegno tradizionale e molto rigido delle facciate.
All'angolo sud-orientale, fra Erkstraße e Donaustraße, sorge l'ala eretta nel 1952 nel tipico stile architettonico del dopoguerra; essa ha struttura portante in acciaio, e contiene al suo interno una scala disegnata da Franz Adler, che rappresenta uno degli esempi più importanti di architettura d'interni degli anni cinquanta a Berlino.